# 博古
博 古（はく こ、1907年6月24日 - 1946年4月8日）は、中華民国の政治家。本名は秦 邦憲（しん ほうけん）。王明、張聞天らとともにソ連に留学し、彼ら学友とともに「28人のボリシェヴィキ」を名乗り、共産党員として活躍した。毛沢東の政敵で、権力闘争で敗北した。

## 人物・略歴
1907年、江蘇省生まれ。1931年9月から1935年1月まで、は中国共産党において実質的な最高指導者として活動した。指導期間中、「中国の実情を無視した極左路線」を推し進め、中央根拠地を崩壊させ、中国共産党中央と中国工農紅軍が長征に赴かざるをえない情況をつくったとして非難された。長征途上の1935年1月、中国共産党中央政治局拡大会議（遵義会議）で指導責任を問われ、最高指導者から解任された。
1941年に『解放日報』、新華社の責任者となる。1945年中国共産党第７回大会では、最下位で中央委員に選出された。
1946年4月8日に重慶から延安に向かう途中、飛行機事故で死亡した。